# Гази Хусрев-бегова џамија
Гази Хусрев-бегова џамија (позната и као Бегова џамија) џамија је у Сарајеву изграђена 1530. године. Налази се на Башчаршији, у Старом граду.
Сматра се као једна од најважнијих џамија у Босни и Херцеговини. Џамију је саградио архитекта Ајем Есир Али под патронажом Гази Хусрев-бега. Џамија је четвртастог облика а купола је 26 m висока. Минарет је висок 47 m.